# Nullpunkt (Film)
Nullpunkt ist ein deutscher Kurzfilm des Regisseurs Andreas Schaap aus dem Jahr 2010. 
Gefördert wurde der Film von der Mediengesellschaft Nordmedia und vom Medienboard Berlin-Brandenburg. Ausführende Produzentin war Dana Löffelholz von der Produktionsfirma farbfilm*produktion GmbH & Co. KG. 

## Handlung
Auf der Suche nach dem Glück wollen die beiden Studenten Daniel und Lenny die Theorie, dass sich positive und negative Kräfte, und damit auch Glück und Unglück, im Leben stets ausgleichen, ausprobieren. Sie spielen sich zunächst kleine, harmlose Streiche, doch schnell wird dies zu einer Sucht. Die Schicksalsschläge, die sie sich gegenseitig zufügen, werden immer extremer. Bald wird Daniel alles zu viel und er will aus dem Teufelskreis aussteigen. Doch Lenny hat als größtmögliches Opfer bereits Daniel selbst als Opfer ausgewählt.

## Dreh
Der Dreh fand im Oktober 2009 an insgesamt 10 Drehtagen in Berlin und Hannover statt. Schauplätze in Hannover waren dabei unter anderem die Leibniz Universität, die Medizinische Hochschule, das Neue Rathaus, die U-Bahn-Station Kröpcke und der üstra-Betriebshof Leinhausen.

## Premieren
Die Leinwand-Premiere fand am 7. August 2010 im Cinemaxx-Kino an der Nikolaistraße in Hannover statt. Am 26. Juni 2011 wurde Nullpunkt im Rahmen der Reihe Shocking Shorts des Pay-TV-Senders 13th Street Universal erstmals im Fernsehen ausgestrahlt. Am 7. Juli 2011 erschien die zugehörige DVD Shocking Shorts 2011 mit allen nominierten Filmen. Die Free-TV-Premiere war am 24. September 2011 auf Tele 5.

## Festivals
Im November 2010 wurde Nullpunkt beim Oaxaca Int. Independent Film- und Videofestival im mexikanischen Oaxaca gezeigt und trat im Kurzfilmwettbewerb an. Beim ION Int. Filmfestival in Istanbul Ende November 2010 und beim Taos Shortz Film Fest in New Mexico im März 2011 trat der Film im offiziellen Wettbewerb an. Weitere Festivals, auf denen Nullpunkt 2011 gezeigt wurde, waren ÉCU - The European Independent Film Festival in Paris, das Rome Independent Film Festival in Rom, das Wisconsin Film Festival in Madison, das Festróia in Setúbal, das New York City International Film Festival in New York, das Edmonton International Film Festival im kanadischen Edmonton, das Lucerne International Film Festival in Luzern und das Filmets Badalona Film Festival in Spanien.
Festivals in Deutschland waren im April 2011 das Festival achtung berlin - new berlin filmaward, im Juni 2011 das Internationale Filmfest Emden-Norderney und im Oktober 2011 das Radar International Independent Film Festival in Hamburg.

## Auszeichnungen und Nominierungen
Beim  ÉCU - The European Independent Film Festival in Paris gewann Marc Hofmeister den ÉCU Award in der Kategorie Bester Schnitt. Beim Tallahassee Film Festival 2011 wurde der Film in der Kategorie Best Narrative Short nominiert. 2011 wurde Nullpunkt bei den Shocking Shorts Award des TV-Senders 13th Street Universal, der im Rahmen des Filmfests München verliehen wird, nominiert und kam in die Endrunde der besten drei Filme. Beim New York City International Film Festival gewann der Film als bester Kurzfilm den Preis in der Kategorie Best Narrative Short.